# Margaret Jones
Margaret Jones (1613-15 de junio de 1648) fue una matrona estadounidense. Fue la primera persona ejecutada por brujería en la Colonia de la Bahía de Massachusetts durante la caza de brujas que hubo entre 1648 y 1693. Unas ochenta personas de toda Nueva Inglaterra fueron acusadas de practicar la brujería durante ese período. Trece mujeres y dos hombres fueron ejecutados.

## Juicio y condena
Jones, que residía en Charlestown, ahora una sección de Boston, era comadrona y practicaba la medicina, lo que la llevó a ser acusada de brujería. Solo hay dos fuentes principales de información sobre la difícil situación de Jones. Una es el diario del gobernador John Winthrop y otra, las observaciones del ministro John Hale, quien, siendo un niño de 12 años, había presenciado la ejecución de Jones.
John Winthrop, como gobernador y otros fundadores de la Provincia de la Bahía de Massachusetts estuvieron entre los miembros de la Corte General de Massachusetts que juzgó y condenó a Margaret Jones por brujería. También se encontraban el vicegobernador Thomas Dudley y los asistentes del gobernador John Endicott, Richard Bellingham, William Hibbins, Increment Nowell, Simon Bradstreet, John Winthrop, Jr. y William Pynchon. Ann Hibbins, que fue ejecutada por brujería en 1656, era la viuda de William Hibbins y se decía que era hermana de Richard Bellingham. A William Hibbins le sucedió como asistente Humphrey Atherton, que  juzgó a Ann Hibbins.

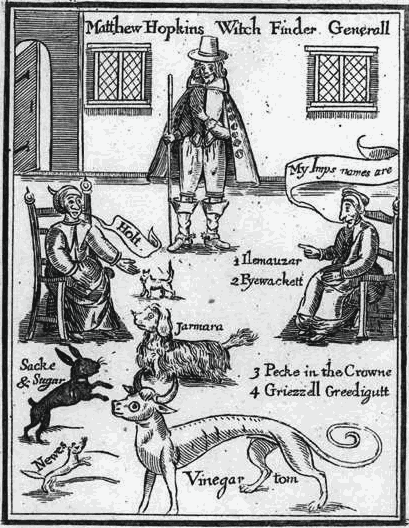
Matthew Hopkins, buscador de brujas, identificando los diablillos de una bruja, c. 1647

El diario de Winthrop no revela nada específico sobre las causas de las acusaciones contra Jones, o su marido, Thomas, que también fue acusado, pero no condenado. El caso contra ella se basó en las pruebas recogidas con los métodos del Cazador de Brujas, el general inglés, Matthew Hopkins. El manual de Hopkins sobre la caza de brujas se había publicado un año antes de la condena de Jones. En él Hopkins prescribía la práctica de la vigilancia, que requería que el acusado se sentara en una posición específica, normalmente con las piernas cruzadas durante un periodo de veinticuatro horas, durante el cual sería observado. Si la persona era una bruja, se suponía que en veinticuatro horas aparecería un diablillo para alimentarse de ella. Un diablillo era una pequeña criatura, o familiar, que dependía de la bruja para su sustento diario. La vigilancia de Margaret Jones ocurrió el 18 de mayo de 1648 y Winthrop registró que se vio un diablillo "A la clara luz del día".
Winthrop registró en su diario las pruebas utilizadas para condenar a Jones: "15 de junio de 1648: En este tribunal, una tal Margaret Jones, de Charlestown, fue acusada y declarada culpable de brujería, y colgada por ello. Las pruebas contra ella fueron: 
"1. Que se descubrió que tenía un tacto tan maligno, que muchas personas, hombres, mujeres y niños, a los que acariciaba o tocaba con algún afecto o desagrado, o etc. [sic], fueron tomados con sordera, o vómitos, u otros dolores o enfermedades violentas."
"2. Practicaba la física, y sus medicinas eran cosas que, según su propia confesión, eran inofensivas, como semillas de anís, licores, etc., pero tenían efectos extraordinariamente violentos."
"3. Acostumbraba a decir a los que no hacían uso de su medicina, que nunca se curarían; y por lo tanto sus enfermedades y heridas continuaban, con recaídas en contra del curso ordinario, y más allá de la aprehensión de todos los médicos y cirujanos."
"4. Algunas de las cosas que predijo se produjeron en consecuencia; otras las contó, como discursos secretos, etc., de los que no tenía medios ordinarios para llegar al conocimiento."
5. Tras buscar, se vio que tenía una teta aparente... tan fresca como si la hubieran succionado recientemente y después de haber sido explorada, al manipularla, se marchitó y otra comenzó a salir en el lado opuesto."
6. En la cárcel, a plena luz del día, sentada en el suelo, con la ropa puesta se vio en sus brazos, un niño pequeño, que salió corriendo hacia otra habitación, un oficial lo siguió, pero se desvaneció. El mismo niño fue visto en otros dos lugares con los que ella tenía relación; y una criada que lo vio, cayó enferma sobre él, y fue curada por la mencionada Margaret, que utilizó medios para emplearse con ese fin. Su comportamiento el su juicio fue muy destemplado, mintiendo notoriamente y criticando al jurado y a los testigos, etc. y en el mismo destemple murió. El mismo día y hora en que fue ejecutada, hubo una gran tormenta en Connecticut, que derribó muchos árboles, etc.”

## Testigo de la ejecución
John Hale, nacido en Charlestown, tenía 12 años cuando, junto con otros vecinos de Jones, la visitó en la cárcel el día de su ejecución. Dijo en su escrito, Modest Inquiry p. 17, que parte de la razón por la que se formularon cargos contra la condenada era que después de haber discutido con algunos vecinos, "algún mal había sucedido" a parte de su ganado.

Como adulto y ministro, Hale había participado activamente en la presentación de cargos en los juicios de las brujas de Salem. Las acusaciones de brujería contra la esposa del reverendo Hale contribuyeron a poner fin al proceso.
Los acusadores, al apuntar a tales personajes, sobreestimaron su poder y la marea comenzó a volverse contra ellos. Pero lo que finalmente rompió el hechizo por el que las mentes de toda la colonia que habían estado cautivas fue la acusación, en octubre, de la Sra. Hale, la esposa del ministro de la Primera Iglesia en Beverly. Sus genuinas y distinguidas virtudes le habían generado una reputación y asegurado en los corazones del pueblo una confianza que la propia superstición no podía mancillar ni quebrantar. El Sr. Hale había estado activo en todos los procedimientos anteriores; pero conocía la inocencia y la piedad de su esposa y se interpuso entre ella y la tormenta que él había contribuido a levantar. Aunque la había impulsado mientras otros eran sus víctimas, se volvió contra ella cuando estalló en su propia casa.

## Tomás Jones[7]
Después de que Jones fuera condenada a muerte, su marido, Thomas, que había sido liberado de la cárcel, intentó salir de la colonia en el barco Welcome. Sin embargo, el barco, que llevaba una pesada carga, tenía problemas para mantener el equilibrio con buen tiempo. Cuando se supo que el marido de una bruja condenada estaba a bordo y que había discutido con el capitán, Thomas fue detenido y devuelto a la cárcel. Tras su detención, se afirmó que el barco se enderezó inmediatamente

## Otras personas ejecutadas por brujería en Nueva Inglaterra
El historiador Clarence F. Jewett incluyó una lista de otras personas ejecutadas en Nueva Inglaterra en The Memorial History of Boston: Inclusive Suffolk County, Massachusetts 1630–1880 (Ticknor and Company, 1881). Donde escribió:
La siguiente es la lista de doce personas que fueron  ejecutadas por brujería en Nueva Inglaterra antes de 1692, cuando otras veinte personas fueron ejecutadas en Salem, cuyos nombres son bien conocidos. Es posible que la lista no esté completa ; pero he incluido todo lo que conozco y con los detalles de  nombres y fechas que se han podido averiguar:
- 1647, - "Mujer de Windsor", Connecticut (nombre desconocido) [más tarde identificada como Alice Young], en Hartford.
- 1648, — Margaret Jones, de Charlestown, en Boston.
- 1648,— Mary Johnson, en Hartford.
- 1650? — La esposa de Henry Lake, de Dorchester.
- 1650? — Señora. Kendall, de Cambridge.
- 1651, — Mary Parsons, de Springfield, en Boston.
- 1651, — Goodwife Bassett, en Fairfield, Conn.
- 1653, — Goodwife Knap, en Hartford.
- 1656, — Ann Hibbins, en Boston.
- 1662, — Goodman Greensmith, en Hartford.
- 1688,— Goody Glover, en Boston.

Mary (Bliss) Parsons de Springfield (y más tarde de Northampton) fue acusada de brujería, absuelta del delito y no ejecutada. Pero Mary (Lewis) Parsons de Springfield (aparentemente sin relación directa con las otras Mary Parsons) fue declarada culpable de infanticidio y sentenciada a la horca. No hay constancia de su ejecución y se cree que murió en prisión.